# Pasta trencada

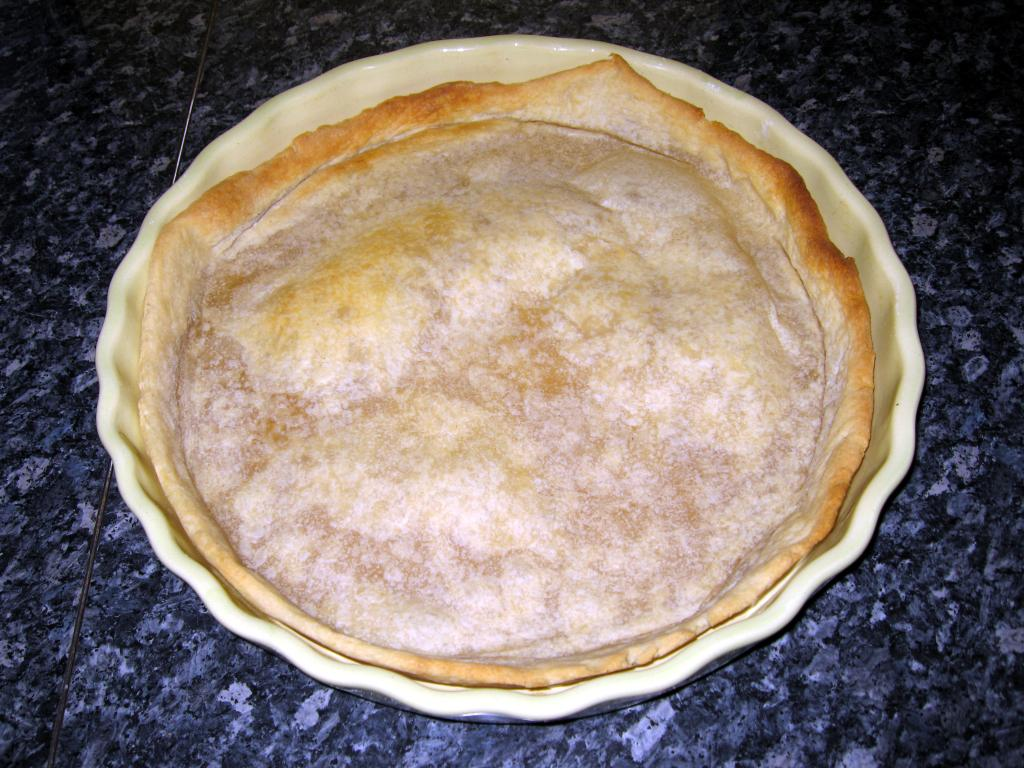
Pasta trencada en blanc passada pel forn, llesta per a servir de base d'una quiche.

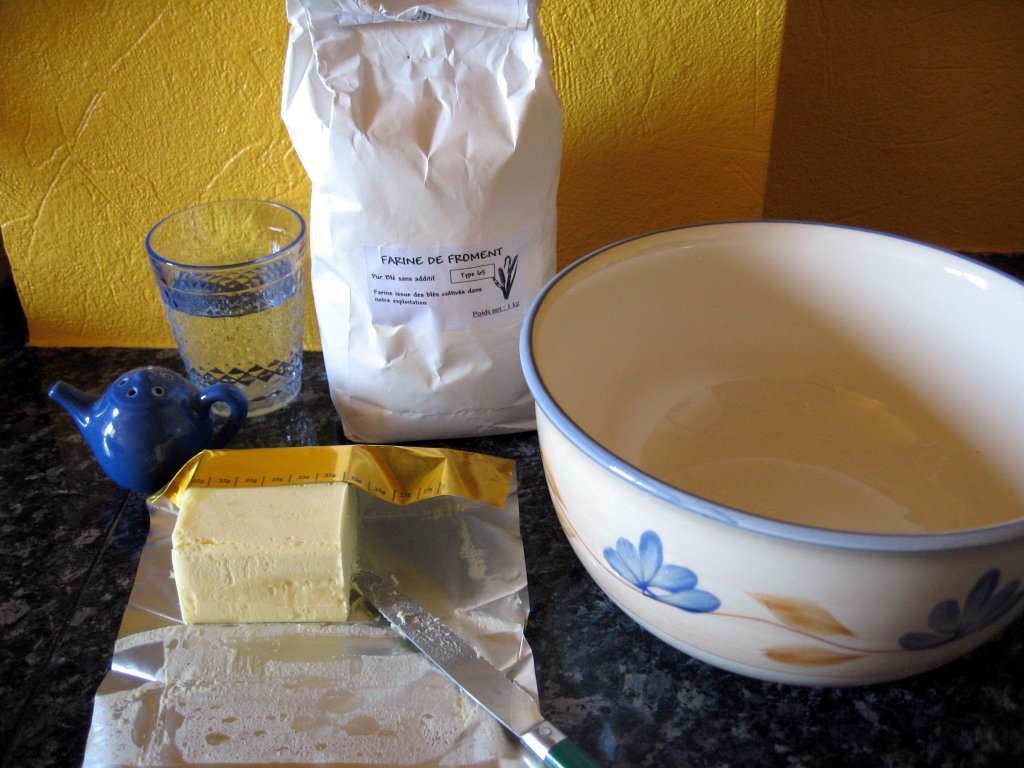
Ingredients de la pasta trencada.

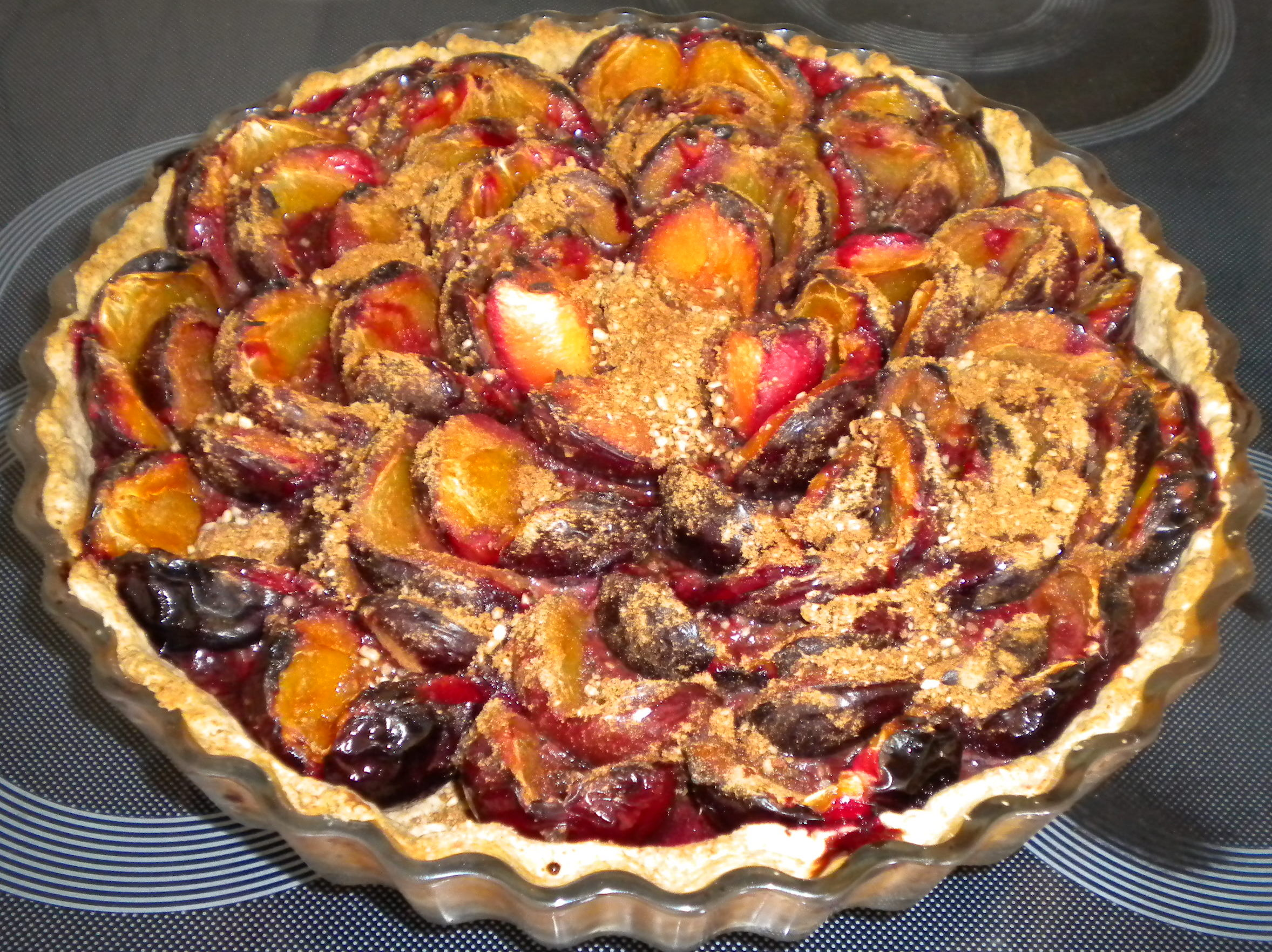
La pasta s'empra freqüentment com a base dels pastissos de fruita.

La pasta trencada o la pasta brisa (gal·licisme de pâte brisée) és un tipus de massa dura emprada per a bases de pastissos i cassoletes dolços i salats. Aquesta pasta forma una crosta consistent en ser escalfada al forn, i es denomina pasta trencada  a causa de la textura trencadissa que mostra després de sortir del forn. La denominació francesa "brisée" vol dir trencada o rompuda. Es tracta d'una massa amb alt contingut gras, que pot sobrepassar el 50%. Es pot elaborar manualment o amb processador a casa, o adquirir envasada en rotlles recoberts de paper de parafina a les zones refrigerades dels supermercats.

## Característiques
No hi ha consens sobre la definició exacta de la pasta trencada, però consisteix normalment en una massa composta principalment de farina i mantega. S'elabora tradicionalment amb una quantitat de mantega equivalent a la meitat del pes de farina. Vol dir que per cada quilo de farina se n'ha d'afegir mig de mantega, encara que certs autors prefereixen augmentar la proporció de greix. La mantega es pot incorporar a la farina esmicolant-la amb la punta dels dits, amb un mesclador de pasta o amb un processador d'aliments. S'ha de treballar i pastar el menys possible per a evitar que es torni elàstica. Es pot enriquir amb ou i se sol humitejar amb una mica d'aigua per tal de facilitar el pastatge i obtenir una massa més compacta. En cas contrari, serà sorrenca i engrunadissa i serà dita sablé.
La seva elaboració exigeix l'ús de matèria grassa en forma de mantega tova, que no arribi a barrejar-se completament amb la farina: el gluten i el midó continguts en la farina de blat poden formar llavors una xarxa resistent a l'aigua que s'endurirà al forn. Si el farciment és molt líquid (com una crema) o si no s'ha de cuinar (per a un farciment cru o de poca cocció), la pasta trencada es pot posar al forn en blanc prèviament per a augmentar-ne la impermeabilitat.
Un dels additius més habituals és l'hidrogencarbonat de sodi [citació  com un material llevant generalment emprat en la panificació.
Des de la darreria del segle XX es comercialitza en forma de làmines, hòsties o rotlles als sectors refrigerats dels supermercats.

## Usos
A causa de la seva consistència llisa i sòlida, s'empra com a fons de pastissos com el pastís de poma, de quiches i en els pies britànics. En algunes ocasions s'empra en l'elaboració de galetes i aperitius salats com els canapès.

## Tipus
En la cuina francesa existeix diversos tipus de pastes bàsiques semblants a la pasta trencada, que difereixen en els afegiments que s'hi poden fer en l'elaboració:
- Pâte à foncer - Dita en català 'pasta de fons de pastís', és molt semblant a la pasta trencada però solament s'utilitza per a folrar motlles de pastissos.[8]
- Pâte sablée - Dita en català 'pasta sablé', no té aigua i és més trencadissa.
- Pâte sucrée - Utilitzada específicament per als pastissos de sabor dolç a causa del seu afegit de sucre, s'elabora treballant primer la mantegada amb el sucre i l'ou abans d'afegir-hi la farina.[9]